# Зеленоград
Зеленоград (рус. Зеленоград) град је у Русији у оквиру федералног града Москва.

## Становништво
| 1970.  | 1979.   | 1989.   | 2002.   | 2010.   |
| ------ | ------- | ------- | ------- | ------- |
| 72.599 | 129.820 | 158,294 | 215 727 | 221 712 |

## Градови побратими
- Талса
- Унтершлајсхајм